# Промисловість Швеції
Промисловість Швеції

## Основні галузі промисловості Швеції
Целюлозно-паперова і деревообробна, металургійна, гірничовидобувна. Провідна галузь — багатогалузеве машинобудування (електротехнічне, електронне, турбіно-, верстато-, судно-, автомобілебудування). Швеція посідає третє місце у світі за виробництвом целюлози, п'яте — за видобутком залізної руди. Розвинуті хімічна, харчова, лісопильна, текстильна, взуттєва промисловість.
Близько 90 % продукції проводиться приватними компаніями, такими як Ericsson AB, Alfa Laval Group, IKEA, з них приблизно половину становить машинобудування. У сільському господарстві проводиться лише 2 % ВВП.
В країні виробляється електроенергія, деревна маса, папір і картон, чавун, сталь, прокат чорних металів, цемент, синтетичні смоли і пластмаси, автомобілі — легкові, вантажні та автобуси.
Високорозвинуте, механізоване сільське господарство з надлишком забезпечує потребу країни в основних видах сільськогосподарської продукції. Переважають фермерські господарства. Головна галузь — м'ясо-молочне тваринництво. Розводять велику рогату худобу, свиней, овець. Вирощують пшеницю, жито, ячмінь, овес, картоплю, цукрові буряки. Близько половини виробленої продукції і значна частина продукції сільського господарства експортується.
Приватні фірми виробляють близько 90 % продукції, причому 50 % продукції та експорту припадає на інженерний сектор. Сільське господарство займає лише 2 % ВВП і 2 % внутрішнього ринку праці. Проте за останні роки ця надзвичайно позитивна загальна картина була дещо затьмарена бюджетними труднощами, високим рівнем безробіття і поступовою втратою конкурентоспроможності на зовнішніх ринках. Швеція гармонізувала свою економічну політику з нормами ЄС, до якого вона приєдналася на початку 1995 року. ВВП у 2001 році становив 4 %.

## Загальна характеристика
При порівняно обмеженому обсязі загальної виплавки чорних металів Швеція виділяється розвитком якісної металургії (виробництвом легованих і високо-вуглеводородних сортів сталі). Після Другої світової війни виросли практично нові для Швеції галузі, продукція яких знайшла стійкий попит на внутрішньому і світовому ринках: машинобудування, велико — тоннажне судобудування, автомобільна і авіаційна промисловість, виробництво рахункової і вираховуючої техніки. На експорт направляють 2:5 машин, що випускаються в країні, і устаткування. Швеція — найбільший в Закордонній Європі виробник гідротурбін, виготовлення яких почалося ще до першої світової війни і було пов'язаних з будівництвом гідроелектростанцій, як в самій Швеції, так і в сусідній Норвегії. Шведські турбіни були встановлені на Волховськом ГЕС. Одна з традиційних галузей Шведського машинобудування світове визнання, що отримало, ще в початку 20 століть виробництво кулькових і роликових підшипників. Головна галузь Шведської лісопромисловості — целюлозно-паперове виробництво, споживаюче понад половину деревини, що заготовляється в країні.
Більшість підприємств знаходяться на узбережжі Ботнічної затоки. Багато підприємств целюлозно-паперової промисловості розташовано на північному і північно-західному узбережжі озера Венерн. У зв'язку з обмеженістю сировинної бази, в Швеції поволі розвивалася хімічна промисловістю. У Стокгольмі, Суппсалле і Седертелье діють підприємства, що випускають біохімічні і фармацевтичні продукти. Текстильна, швейна і шкіряно-взуттєва галузі промисловості, що працюють майже цілком на внутрішній ринок, відрізняються вельми скромними масштабами виробництва. Головні підприємства текстильної і швейної промисловості історично тяжіють до західного узбережжя, до портів, куди доставлялися заморська бавовна і шерсть. Крупний центр легкої промисловості — Бурос.
З галузей харчової промисловості виділяється виробництво молочних і м'ясних продуктів, представлене головним чином, кооперативними підприємствами в районах інтенсивного тваринництва — на півдні країни і в приозерних низовинах Середньої Швеції.
Найбільші копальні Швеції: мідний — Аїтік, свинцевий, — Лайсваль. З комплексних сульфідних руд родовищ району Буліден-Крістіне-Берг разом з міддю, цинком і свинцем витягуються сірий колчедан, миш'як, золото і срібло. Центри якісної металургії (Сандвікен, Хуфорс, Фагерста, Авеста, Дегерфос, Хагфорс та інші.) зосереджені в Середній Швеції, в старому гірничопромисловому районі Беррслаген, на долю якого доводитися 2:3 виплавки стали, зокрема 9:10 якісною. Крупні заводи повного металургійного циклу споруджені в Бурленге і в рудо — експортних портах Лулео і Окселесунд. Понад 40 % сталі, виплавляється в електропечах. Головний центр кольорової металургії — Шелефтеро (мідь і свинець), Сундсвалль (алюміній), Вестерос і Фінспонг (прокат кольорових металів). Головний центр суднобудування розташований на західному і південно-західному узбережжі Швеції: Гетеборг (концерни «Гатаверкен» і «Еріксберг»), Мальм («Коккумс»), Уддевалла, Ландськруна. У електротехніці виділяються виробництво могутніх генераторів, трансформаторів, двигунів, зосереджене на заводах концерну «Асена» (Вестерос, Лудвіка), а також випуск телефонної апаратури і інших засобів зв'язку, здійснюваного в основному на підприємствах концерну «Еріксон» (Стокгольм). Найбільший центр текстильного і швейного виробництва — Бурос.
До середини 1970-х років економіка Швеції розвивалася виключно високими темпами, і по ним її випереджала лише Японія. Можна вважати, що ці високі темпи зростання були значною мірою досягнуті завдяки розвитку шведських промислових підприємств. Вже на ранньому етапі шведські компанії зрозуміли важливість присутності на зовнішніх ринках. Присутність на місцевому ринку дозволяла легше збільшувати частку ринку, тоді як витрати і ризики могли бути розподілені на більший обсяг продажів.
В даний час економіка Швеції сильно залежить від діяльності обмеженого числа дуже крупних міжнародних компаній. Згідно з оцінкою ООН в 1992 р. у світі було приблизно 35 тис. багатонаціональних корпорацій. Серед них приблизно 2700 мають свої штаб-квартири в Швеції.
Зосередження промислового виробництва на невеликому числі дуже крупних компаній є одним з важливих чинників, сприяючих відносно високому рівню витрат на науково, — дослідницькі і дослідно-конструкторські розробки (НІОКР) в Швеції. Шведські багатонаціональні компанії входять до числа компаній з найбільш наукоємким виробництвом у світі, і за минулі роки основна частина цих НІОКР відбувалася в Швеції.
Протягом багатьох років шведські промислові підприємства входили до числа найактивніших міжнародних інвесторів у світі, що виражається в показниках на душу населення або у відношенні до ВВП. Число трудящих, зайнятих на підприємствах шведських компаній за кордоном, також різко зросло. В наш час[коли?] вважається, що 60 % зайнятих в шведських багатонаціональних компаніях працюють за межами Швеції. Протягом багатьох років обсяг шведських інвестицій за межею значного перевищував обсяг іноземних інвестицій в Швеції. Цей розрив був особливо очевидним в кінці 1980-х років, коли високі витрати і брак робочої сили утрудняли розширення виробництва для шведських компаній в самій Швеції. Проте в 1990-х роках це положення змінилося, особливо в результаті різкого зростання іноземних інвестицій в Швеції. Протягом 1991—1995 рр. обсяг прямих інвестицій, направлених до Швеції, перевищив обсяг шведських інвестицій за кордоном.